# Новая Салынь
Но́вая Салы́нь — деревня в Дубровском районе Брянской области, в составе Пеклинского сельского поселения. Расположена в 7 км к северо-востоку от деревни Пеклино, на берегу большого пруда (около 80 га) на речке Ивот (приток Десны). Население — 74 человека (2010).
Упоминается с XVII века в составе Подывотского стана Брянского уезда (также называлась Салынь или Молодая Салынь). В XIX веке — владение Олсуфьевых, входила в приход села Голубеи. В 1888 году была открыта земская школа. С 1861 по 1924 — административный центр Салынской волости Брянского (с 1921 — Бежицкого) уезда; позднее в Дубровской волости, Дубровском районе (с 1929). До 1971 года — центр Салынского (Молодосалынского) сельсовета.
Рядом с деревней расположен пансионат «Салынь».